# (563) Зулейка
(563) Зулейка (нем. Suleika) — астероид главного пояса, который принадлежит к спектральному классу S. Он был открыт 6 апреля 1905 года немецким астрономом Паулем Гёцем в Гейдельбергской обсерватории и назван в честь персонажа романа «Так говорил Заратустра» Фридриха Ницше.